# Gwash
Gwash (ang. River Gwash) – rzeka w środkowej Anglii, w hrabstwach Leicestershire, Rutland i Lincolnshire, dopływ rzeki Welland. Długość rzeki wynosi około 32 km.
Źródło rzeki znajduje się w pobliżu wsi Owston, na wysokości około 180 m n.p.m. Rzeka płynie w kierunku wschodnim i przepływa przez sztuczny zbiornik wodny Rutland Water. Położone są nad nią wsie Braunston-in-Rutland, Empingham, Great Casterton i Ryhall. W końcowym biegu rzeka skręca na południe i uchodzi do Welland na wschód od miasta Stamford.